# Soldier Blue
Soldier Blue är en amerikansk film från 1970 regisserad av Ralph Nelson. I rollerna ses bland andra Candice Bergen, Peter Strauss, Donald Pleasence, John Anderson, Jorge Rivero och Dana Elcar.
Filmen hade amerikansk premiär den 12 augusti 1970 och svensk premiär den 30 oktober samma år.

## Handling
Filmen visar den grymhet indianerna utsattes för av det amerikanska kavalleriet. En liten kavallerigrupp blir massakrerad av cheyennerna och bara två personer överlever. Den plikttrogne naive soldaten Honus och Cresta, en ung kvinna som har levt med cheyennerna i två år och vars sympatier ligger hos ursprungsbefolkningen snarare än hos de amerikanska myndigheterna. Samtidigt som de tillsammans försöker ta sig till kavalleriets huvudläger förbereder sig kavalleriet för att begå en massaker mot en cheyenneby.
Massakern i filmen har historisk bakgrund, Massakern vid Sand Creek.